# Tiens ton foulard, Tatiana
Pour plus de détails, voir Fiche technique et Distribution.
Tiens ton foulard, Tatiana (Pidä huivista kiinni, Tatjana) est un film finlandais réalisé par Aki Kaurismäki, sorti en 1994.

## Synopsis
Reino est un mécano miteux, alcoolique et rocker mythomane dans une bourgade perdue de Finlande. Son pote Valto est couturier à domicile, accroché au café et dominé par sa mère. Tous deux partent en virée dans une Volga et rencontrent deux citoyennes soviétiques : Klaudia, une Russe assez délurée, et Tatiana, une Estonienne plus discrète mais qui parle le finnois. Les uns se comprendront, les autres pas.
Aki Kaurismäki invente sa Finlande des années 1960, tout à la fois réelle et idéalisée.

## Fiche technique
- Titre : Tiens ton foulard, Tatiana
- Titre original : Pidä huivista kiinni, Tatjana
- Réalisation : Aki Kaurismäki
- Scénario : Aki Kaurismäki et Sakke Järvenpää
- Production : Aki Kaurismäki
- Musique : Veikko Tuomi
- Photographie : Timo Salminen
- Montage : Aki Kaurismäki
- Décors : Jukka Salmi
- Costumes : Tuula Hilkamo
- Pays d'origine : Finlande - Allemagne
- Format : Noir et blanc - 1,85:1 - Stéréo - 35 mm
- Genre : Comédie
- Durée : 62 minutes
- Dates de sortie :
  - Finlande : 14 janvier 1994
  - France : 2 novembre 1994

## Distribution
| - Kati Outinen : Tatiana - Matti Pellonpää : Reino - Kirsi Tykkyläinen : Klavdia - Mato Valtonen : Valto - Elina Salo : l'hôtesse de l'hôtel - Irma Junnilainen : la mère | - Veikko Lavi : Vepe - Pertti Husu : Pepe - Viktor Vassel : le chauffeur du bus - Carl-Erik Calamnius : l'employé de la station-service - Atte Blom : le premier barman - Mauri Sumen : le second barman |

## Récompense
- Jussi du meilleur film